# Quintanarrío
Quintanarrío es una localidad situada en la provincia de Burgos, comunidad autónoma de Castilla y León (España), comarca de Alfoz de Burgos, ayuntamiento de Merindad de Río Ubierna.

## Datos generales
En 2006, contaba con 8 habitantes. Está situada 14 km al norte de la capital del municipio, Sotopalacios, junto a las localidades de Mata de Ubierna, Robredo Sobresierra y Castrillo de Rucios. Bañada por el río Ubierna.

## Comunicaciones
- Carretera: Junto a la N-623 de Burgos a Santander por el puerto de El Escudo, entre San Martín de Ubierna y Quintanilla-Sobresierra.

## Historia
Lugar que formaba parte de la Jurisdicción de Río Ubierna en el Partido de Burgos, uno de los catorce que formaban la Intendencia de Burgos, durante el período comprendido entre 1785 y 1833, en el Censo de Floridablanca de 1787, jurisdicción de realengo, alcalde pedáneo.
Antiguo municipio, denominado entonces Quintana Río, de Castilla la Vieja en el Partido de Burgos código INE-095104 que en el censo de la matrícula catastral contaba con 5 hogares y 17 vecinos. Entre el censo de 1857 y el anterior, crece el término del municipio porque incorpora a 09299 Quintanilla-Sobresierra. Municipio que entre el censo de 1981 y el anterior desaparece al agruparse en la Merindad de Río Ubierna.

## Parroquia
Aldea de Mata de Ubierna, dependiente de la parroquia de Ubierna, en el arciprestazgo de Ubierna Úrbel.
- Datos: Q5791492